# Hanny Schedin
Hanna Matilda (Hanny) Schedin, född Gustafson 14 november 1900 i Smedjebacken, Dalarnas län (dåvarande Kopparberg), död 29 december 1976 i Stockholm, var en svensk skådespelare.

## Biografi
Schedin scendebuterade 1919. Filmdebuten kom 1932 i Erik "Bullen" Berglunds Jag gifta mig – aldrig och hon kom att medverka i drygt 140 film- och TV-produktioner. Hon var från 1933 och till hans död gift med skådespelaren Bertil Schedin. De är begravda på Sollentuna kyrkogård. Schedin avled efter en kort tids sjukdom, 76 år gammal.

## Filmografi i urval
- 1932 – En stulen vals
- 1932 – Sten Stensson Stéen från Eslöv på nya äventyr
- 1932 – Jag gifta mig – aldrig
- 1933 – Lördagskvällar
- 1939 – I dag börjar livet
- 1942 – Lyckan kommer
- 1943 – Kungsgatan
- 1944 – Flickan och Djävulen
- 1944 – Hans Majestäts rival
- 1945 – Fram för lilla Märta
- 1946 – Ödemarksprästen
- 1946 – Kvinnor i väntrum
- 1946 – Kristin kommenderar
- 1946 – När ängarna blommar
- 1946 – Harald Handfaste
- 1947 – Onda ögon
- 1947 – Maria
- 1947 – Kronblom
- 1947 – Krigsmans erinran
- 1947 – Kvarterets olycksfågel
- 1948 – Intill helvetets portar
- 1948 – På dessa skuldror
- 1948 – Lars Hård
- 1948 – Hamnstad
- 1948 – Eva
- 1949 – Pippi Långstrump
- 1949 – Människors rike
- 1949 – Pappa Bom
- 1949 – Lång-Lasse i Delsbo
- 1949 – Kronblom kommer till stan
- 1949 – Smeder på luffen
- 1949 – Sven Tusan
- 1949 – Hur tokigt som helst
- 1950 – Loffe blir polis
- 1950 – Den vita katten
- 1950 – Restaurant Intim
- 1950 – Kvartetten som sprängdes
- 1950 – Anderssonskans Kalle
- 1950 – Motorkavaljerer
- 1950 – Sånt händer inte här
- 1951 – Dårskapens hus
- 1952 – För min heta ungdoms skull
- 1952 – Ubåt 39
- 1952 – Oppåt med Gröna Hissen
- 1952 – Hon kom som en vind
- 1952 – Säg det med blommor
- 1952 – Klasskamrater
- 1952 – Snurren direkt
- 1953 – Glasberget
- 1953 – Gycklarnas afton
- 1953 – Vi tre debutera
- 1953 – I dur och skur
- 1953 – Resan till dej
- 1953 – Skuggan
- 1953 – Kvinnohuset
- 1953 – Sommaren med Monika
- 1953 – Folket i fält
- 1953 – Terras fönster nr 7
- 1954 – Hästhandlarens flickor
- 1954 – I rök och dans
- 1954 – Gabrielle
- 1954 – Brudar och bollar eller Snurren i Neapel
- 1954 – Gula divisionen
- 1954 – Dans på rosor
- 1954 – Gud Fader och tattaren
- 1954 – Café Lunchrasten
- 1954 – Flicka utan namn
- 1955 – Blockerat spår
- 1955 – Farligt löfte
- 1955 – Kärlek på turné
- 1955 – Danssalongen
- 1955 – Ljuset från Lund
- 1955 – Hoppsan!
- 1955 – Resa i natten
- 1955 – Flicka i kasern
- 1956 – Kulla-Gulla
- 1956 – Tarps Elin
- 1956 – Lille Fridolf och jag
- 1956 – Ratataa
- 1956 – Sjunde himlen
- 1956 – Främlingen från skyn
- 1956 – Den hårda leken
- 1957 – Räkna med bråk
- 1957 – Nattens ljus
- 1957 – Gäst i eget hus
- 1957 – Lille Fridolf blir morfar
- 1957 – Far till sol och vår
- 1957 – Möten i skymningen
- 1958 – Den store amatören
- 1958 – Kostervalsen
- 1958 – Kvinna i leopard
- 1959 – Ryttare i blått
- 1959 – Fridolfs farliga ålder
- 1959 – Fly mej en greve
- 1959 – Fröken Chic
- 1959 – Bara en kypare
- 1960 – Tre önskningar
- 1961 – Hällebäcks gård
- 1961 – Pärlemor
- 1961 – Ljuvlig är sommarnatten
- 1962 – En nolla för mycket
- 1962 – Kvartetten som sprängdes
- 1962 – Raggargänget
- 1962 – Nils Holgerssons underbara resa
- 1963 – Kurragömma
- 1963 – Prins Hatt under jorden
- 1963 – Svärdet i stenen
- 1964 – Älskling på vift
- 1966 – Oh, Marie!
- 1967 – Livet är stenkul
- 1967 – Gumman som blev liten som en tesked (TV-serie)
- 1968 – Pappa varför är du arg - du gjorde likadant själv när du var ung
- 1968 – Åsa-Nisse och den stora kalabaliken
- 1968 – Bombi Bitt och jag (TV-serie)
- 1968 – Djungelboken (röst)
- 1969 – Herkules Jonssons storverk (TV-serie) (avsnittet "Herkules och grodmannen som inte var utklädd")
- 1969 – Eva - den utstötta
- 1971 – 47:an Löken
- 1971 – Den byxlöse äventyraren (TV-serie)
- 1973 – Levande bilder

## Teater

### Roller (ej komplett)
| År   | Roll                 | Produktion                                                      | Regi                         | Teater                      |
| ---- | -------------------- | --------------------------------------------------------------- | ---------------------------- | --------------------------- |
| 1922 | Amelie               | Royal Suédois Ejnar Smith                                       | Olof Hillberg                | Olof Hillbergs sällskap     |
| 1922 |                      | Det stora mågakriget Walter Stenström och Nanna Wallensteen     | Walter Stenström             | Tantolundens friluftsteater |
| 1933 |                      | Violen från Flen Siegfried Fischer                              |                              | Söders friluftsteater       |
| 1934 |                      | Dollarflickan Sigge och Arthur Fischer                          |                              | Söders friluftsteater       |
| 1934 |                      | Julia på camping Sigge Fischer                                  |                              | Mosebacketeatern            |
| 1935 |                      | Café Södergöken Olle Gunnarsson                                 |                              | Mosebacketeatern            |
| 1935 |                      | Hur ska' de' gå för Pettersson? Siegfried Fischer               | Siegfried Fischer            | Söders friluftsteater       |
| 1935 | Dolly, kabaretartist | Följ me' till Köpenhamn Sigge Fischer                           | Sigge Fischer                | Mosebacketeatern            |
| 1936 |                      | Fröken Grönlunds pojke Sigge och Arthur Fischer                 | Sigge Fischer Arthur Fischer | Mosebacketeatern            |
| 1936 | Kalle                | Moster Klara från Skara Siegfried Fischer                       | Siegfried Fischer            | Söders friluftsteater       |
| 1936 | Barnmorskan          | Hemsöborna August Strindberg                                    | Sigge Fischer                | Mosebacketeatern            |
| 1936 | "Felsteget"          | Augustas lilla felsteg Siegfried Fischer                        |                              | Mosebacketeatern            |
| 1937 | Springpojke          | Bergsprängarbruden Albin Erlandzon                              | Sigge Fischer                | Mosebacketeatern            |
| 1937 |                      | Lördagsflirt Bjørn Bjørnevik                                    |                              | Mosebacketeatern            |
| 1937 |                      | Spanska flugan Franz Arnold och Ernst Bach                      |                              | Mosebacketeatern            |
| 1938 |                      | Glada änkan i 12:an Siegfried Fischer                           | Siegfried Fischer            | Klippans sommarteater       |
| 1938 | Olga Jansson         | Kökskavaljerer Siegfried Fischer                                | Siegfried Fischer            | Mosebacketeatern            |
| 1940 | Piny                 | Grå gryning (Winterset) Maxwell Anderson                        | Per-Axel Branner             | Nya Teatern                 |
| 1941 | Pigan                | Kamraterna August Strindberg                                    | Per-Axel Branner             | Nya Teatern                 |
| 1942 | Mrs John Hutchins    | Natten till den 17 januari (Night of January 16th) Ayn Rand     | Per-Axel Branner             | Nya Teatern                 |
| 1944 | Elizabeth            | Gasljus Patrick Hamilton                                        | Olof Molander                | Oscarsteatern               |
| 1949 |                      | Som ni behagar William Shakespeare                              | Rune Carlsten                | Skansens friluftsteater     |
| 1952 | Tilda, husa          | Fullmåne Hasse Ekman                                            | Hasse Ekman                  | Intiman                     |
| 1953 |                      | Hans nåds testamente Hjalmar Bergman                            | Sandro Malmquist             | Skansens friluftsteater     |
| 1954 |                      | Rövarna på Hunneberg Rune Lindström                             | Sandro Malmquist             | Skansens friluftsteater     |
| 1954 | Medverkande          | Knäppupp II - Denna sida upp, revy Povel Ramel och Yngve Gamlin | Per-Martin Hamberg           | Idéonteatern                |
| 1958 | Medverkande          | Spetsbyxor, vaudeville P.A. Henriksson                          | Nils Poppe                   | Idéonteatern                |
| 1960 |                      | Kvartetten som sprängdes Birger Sjöberg                         | Åke Falck                    | Skansens friluftsteater     |
| 1961 |                      | Fridas visor Birger Sjöberg                                     | Per Sjöstrand                | Skansens friluftsteater     |
| 1962 | Fru Zörngruber       | Tre valser Oscar Straus, Paul Knepler och Armin Robinson        | Ivo Cramér                   | Oscarsteatern               |
| 1963 |                      | Gungstolen Hasse Ekman                                          | Hasse Ekman                  | Lisebergsteatern            |

## Radioteater

### Roller
| År   | Roll                       | Produktion                                  | Regi          |
| ---- | -------------------------- | ------------------------------------------- | ------------- |
| 1951 | Hembiträdet Lena Johansson | Hillman & Son: Matt med damen Folke Mellvig | Lars Madsén   |
| 1953 | Gumman med visorna         | Midsommar August Strindberg                 | Palle Brunius |
| 1957 | Portvaktsfrun              | Grönt för mord Folke Mellvig                | Arne Mattsson |
| 1960 | Fru Tillberg               | Kvartetten som sprängdes Birger Sjöberg     | Åke Falck     |

### Fotnoter
1. 1 2  ”Hanny Schedin”. Svensk Filmdatabas. http://www.sfi.se/sv/svensk-filmdatabas/Item/?type=PERSON&itemid=61187&ref=%2ftemplates%2fSwedishFilmSearchResult.aspx%3fid%3d1225%26epslanguage%3dsv%26searchword%3dHanny+Schedin%26type%3dPerson%26match%3dBegin%26page%3d1%26prom%3dFalse. Läst 21 augusti 2012.
2. ↑  ”SvenskaGravar”. Arkiverad från originalet den 8 juli 2019. https://web.archive.org/web/20190708001240/https://www.svenskagravar.se/gravsatt/61617199. Läst 8 juli 2019.
3. ↑  ”Premiär i Tantolunden”. Dagens Nyheter:  s. 7. 9 juli 1922. http://arkivet.dn.se/arkivet/tidning/1922-07-09/180/7. Läst 18 mars 2016.
4. ↑  ”Teater Musik Film: Söders friluftsteater, Vitabergsparken”. Dagens Nyheter:  s. 13. 31 maj 1933. http://arkivet.dn.se/arkivet/tidning/1933-05-31/145/12. Läst 4 januari 2016.
5. ↑  ”Teater Musik Film: Söders friluftsteater”. Dagens Nyheter:  s. 10. 9 juni 1934. https://arkivet.dn.se/tidning/1934-06-09/153/10. Läst 7 augusti 2025.
6. ↑  ”'Dollarflickan' på Söders friluftsteater”. Dagens Nyheter:  s. 20. 10 juni 1933. https://arkivet.dn.se/tidning/1934-06-10/154/20. Läst 7 augusti 2025.
7. ↑  ”Urpremiär på Mosebacke”. Dagens Nyheter:  s. 17. 14 oktober 1934. http://arkivet.dn.se/arkivet/tidning/1934-10-14/279/17. Läst 7 januari 2016.
8. ↑  ”Teater Musik Film”. Dagens Nyheter:  s. 12. 28 februari 1935. http://arkivet.dn.se/arkivet/tidning/1935-02-28/58/12. Läst 28 december 2015.
9. ↑  ”Teater Musik Film”. Dagens Nyheter:  s. 12. 6 juni 1935. https://arkivet.dn.se/tidning/1935-06-06/152/12. Läst 6 augusti 2025.
10. ↑  ”Teater Musik Film”. Dagens Nyheter:  s. 11. 11 oktober 1935. http://arkivet.dn.se/arkivet/tidning/1935-10-11/277/11. Läst 27 december 2015.
11. ↑  ”Teater Musik Film”. Dagens Nyheter:  s. 9. 23 februari 1936. http://arkivet.dn.se/arkivet/tidning/1936-02-23/52/9. Läst 28 december 2015.
12. ↑  ”I största korthet”. Dagens Nyheter:  s. 9. 13 juni 1936. https://arkivet.dn.se/tidning/1936-06-13/158/9. Läst 7 augusti 2025.
13. ↑  Åb. (14 juni 1936). ”Premiär på Söders friluftsteater”. Dagens Nyheter:  s. 19. https://arkivet.dn.se/tidning/1936-06-14/159/19. Läst 7 augusti 2025.
14. ↑  ”Teater Musik Film”. Dagens Nyheter:  s. 16. 10 oktober 1936. http://arkivet.dn.se/arkivet/tidning/1936-10-10/276/14. Läst 28 december 2015.
15. ↑  ”Teater Musik Film”. Dagens Nyheter:  s. 15. 9 december 1937. http://arkivet.dn.se/arkivet/tidning/1936-12-09/336/15. Läst 10 januari 2016.
16. ↑  ”Teater Musik Film: Premiär på Mosebacke”. Dagens Nyheter:  s. 9. 17 januari 1937. http://arkivet.dn.se/arkivet/tidning/1937-01-17/15/9. Läst 10 januari 2016.
17. ↑  ”Teater Musik Film: Mosebacketeatern”. Dagens Nyheter:  s. 9. 6 mars 1937. http://arkivet.dn.se/arkivet/tidning/1937-03-06/63/9. Läst 10 januari 2016.
18. ↑  ”Teater Musik Film: Mosebackepremiär”. Dagens Nyheter:  s. 16. 28 mars 1937. http://arkivet.dn.se/arkivet/tidning/1937-03-28/83/10. Läst 10 januari 2016.
19. ↑  Jerome (5 juni 1938). ”Mera friluftsteater”. Dagens Nyheter:  s. 10. https://arkivet.dn.se/tidning/1938-06-05/150/10. Läst 3 januari 2025.
20. ↑  Lbk (9 oktober 1938). ”'Kökskavaljerer' på Mosebacke”. Dagens Nyheter:  s. 14. http://arkivet.dn.se/arkivet/tidning/1938-10-09/274/14. Läst 19 september 2016.
21. ↑  ”Grå gryning”. Musik- och Teaterbiblioteket. https://calmview.musikverk.se/CalmView/Record.aspx?src=CalmView.Performance&id=PERF13900&pos=777. Läst 3 mars 2025.
22. ↑  ”Kamraterna”. Musik- och Teaterbiblioteket. https://calmview.musikverk.se/CalmView/Record.aspx?src=CalmView.Performance&id=PERF13903&pos=780. Läst 3 mars 2025.
23. ↑  ”Natten till den 17 januari”. Musik- och Teaterbiblioteket. https://calmview.musikverk.se/CalmView/Record.aspx?src=CalmView.Performance&id=PERF13944&pos=953. Läst 13 mars 2025.
24. ↑  ”'Natten till den 17 januari' på Nya Teatern”. Dagens Nyheter:  s. 11. 19 februari 1942. http://arkivet.dn.se/arkivet/tidning/1942-02-19/49/11. Läst 15 augusti 2015.
25. ↑  Sten af Geijerstam (24 mars 1944). ”Filmgästspel på Oscars”. Dagens Nyheter:  s. 10. http://arkivet.dn.se/arkivet/tidning/1944-03-24/82/10. Läst 11 maj 2016.
26. 1 2 3  ”Skansenteatern”. Leopolds antikvariat. Arkiverad från originalet den 28 mars 2016. https://web.archive.org/web/20160328020221/http://www.abm.se/leopolds/Skansenteatern.html. Läst 19 mars 2016.
27. ↑  S B-l (23 juni 1960). ”Kvartetten som sprängdes”. Dagens Nyheter:  s. 14. http://arkivet.dn.se/arkivet/tidning/1960-06-23/168/14. Läst 21 januari 2016.
28. ↑  ”Frida möter fröken Gisslander”. Dagens Nyheter:  s. 15. 20 maj 1961. http://arkivet.dn.se/arkivet/tidning/1961-05-20/134/15. Läst 19 mars 2016.
29. ↑  ”Tre valser”. Musikverket. http://calmview.musikverk.se/CalmView/Record.aspx?src=CalmView.Performance&id=PERF24986&pos=156. Läst 11 juni 2015.
30. ↑  ”Radioprogrammet”. Dagens Nyheter:  s. 15. 21 juli 1951. https://arkivet.dn.se/tidning/1951-07-21/193/15. Läst 19 december 2021.
31. ↑  ”Radioprogrammet”. Dagens Nyheter:  s. 22. 19 juni 1953. http://arkivet.dn.se/arkivet/tidning/1953-06-19/163/22. Läst 31 januari 2016.
32. ↑  ”Radioprogrammet”. Dagens Nyheter:  s. 24. 12 juli 1957. https://arkivet.dn.se/tidning/1957-07-12/186/24. Läst 19 december 2021.
33. ↑  ”TV och radio”. Dagens Nyheter:  s. 27. 24 december 1960. http://arkivet.dn.se/arkivet/tidning/1960-12-24/350/27. Läst 18 mars 2016.